# Derrick Coleman
Pour les articles homonymes, voir Coleman.
Derrick D. Coleman, né le 21 juin 1967 à Mobile dans l'Alabama (États-Unis), est un joueur américain de basket-ball. Il mesure 2,08 m et pèse environ 104 kg.

## Biographie
Brillant basketteur de l'université de Syracuse, avec laquelle il échoue de peu en finale du Final Four de l'année 1987, cet intérieur ne cesse d'étoffer et d'améliorer son jeu et ses statistiques à tel point que lors de la draft de l'année 1990, il est choisi en première position par les Nets du New Jersey.
Coleman est unanimement reconnu comme un très bon joueur, il est très difficile de défendre sur lui, notamment grâce à sa combinaison de puissance, de mobilité et d'adresse. Coleman est en effet capable de crucifier son adversaire derrière la ligne des trois points ou de le dominer au poste bas grâce à une panoplie de mouvements évolués. Ses qualités de passeur sont largement au-dessus de la moyenne pour un ailier fort. Coleman possède en fait le jeu des bons intérieurs des années 1980. De ce fait, bien vite, Coleman apparaît comme un des intérieurs phare du début des années 1990. Au niveau individuel, grâce à des saisons de bonne facture, avec 20 points, 10 rebonds et environ 1,7 contre par match, il est élu meilleur débutant (rookie) de l'année 1991. Plus tard, durant la saison 1993-1994, il participe au All-Star Game, puis à la fin de la même saison, il fait partie de l'équipe américaine qui participe et gagne le championnat du monde 1994 à Toronto.
Avec son équipe, les Nets du New Jersey, dès la saison 1990-1991, il participe chaque année aux playoffs, aidé par des coéquipiers talentueux comme l'arrière Dražen Petrović ou encore le meneur Kenny Anderson. La saison suivante 1994-1995 marque le tournant de sa carrière. Le décès de Petrović, le changement d'entraîneur provoque de nombreux bouleversements pour Coleman, qui ne se plaît plus trop dans son club. Il connaît sa première grave blessure durant la saison 1994-1995, mais demeure un joueur de grand talent.
Toutefois, la saison 1995-1996 marque un arrêt dans la carrière de l'ancien Orangeman de Syracuse. Coleman est transféré chez les 76ers de Philadelphie, une équipe qui est à l'époque en perdition, et dans le fin fond des classements depuis le départ de Charles Barkley. Coleman ne peut pas aider son équipe à décoller, car blessé. Il ne joue que 11 petits matchs cette saison. La saison suivante, en 1996-1997, malgré un regain de forme, de bons matchs, et des statistiques personnelles meilleures (environ 18 points et 10 rebonds par matchs) ainsi que l'arrivée d'Allen Iverson, l'équipe de Coleman ne décolle pas... Il connaît parallèlement des problèmes judiciaires, il est arrêté par la police pour désordre public et avoir uriné devant tous les clients d'un restaurant de Detroit (en 1997).
Le caractère difficile de Coleman, ainsi que son manque d'engagement (certains de ses coéquipiers l'accusent même de simuler des blessures pour ne pas jouer), prennent le pas sur les qualités du joueur qui perd au fil des saisons son aura.
Star à ses débuts, Coleman à partir des années 1995-1996, n'est plus qu'un bon joueur intérieur, au mauvais caractère et au leadership douteux. Il est ensuite ballotté entre plusieurs clubs, aux Hornets de Charlotte de 1998 à 2001, où il effectue une saison à 16,5pts et 8,5 rebonds par matchs, il revient ensuite aux 76ers de Philadelphie de 2001 à 2004 réalisant là aussi une première saison de bonne facture, en marquant 15 points et près de 9 rebonds par matchs, puis réalise deux saisons assez moyennes. Au début de la saison 2004-2005, il signe chez les champions sortants : les Pistons de Détroit. Leur entraîneur, Larry Brown qui connaît bien Coleman, pour l'avoir eu comme joueur avec les 76ers de Philadelphie, compte sur  lui pour étoffer sa rotation intérieure, mais l'expérience tourne court, et Coleman est « coupé » de l'effectif après avoir joué seulement cinq matchs.
Dans les "Jam Sessions", attractions en marge du All-Star Weekend, dans les années 1990, les visiteurs avaient l'occasion de comparer leur envergure horizontale, bras tendus, à celle de Coleman, alors réputé pour être le joueur NBA ayant l'envergure la plus impressionnante.

## Palmarès

### Universitaire
- Finale du Championnat NCAA de basket-ball en 1987 avec Syracuse University.

### Sélections nationale
- Médaille d’or au championnat du monde 1994.

### Distinctions personnelles
- NBA Rookie of the Year en 1991.
- NBA All-Rookie First Team en 1991.
- Sélectionné au NBA All-Star Game en 1994.
- All-NBA Third Team en 1993 et 1994.
- Rookie du mois de la NBA lors des mois de novembre 1990, janvier 1991 et avril 1991.

## Records sur une rencontre en NBA
Les records personnels de Derrick Coleman en NBA sont les suivants, :
| Record de la franchise |

| Type de statistique        | Saison régulière | Saison régulière            | Saison régulière | Playoffs | Playoffs                 | Playoffs      |
| Type de statistique        | Record           | Adversaire                  | Date             | Record   | Adversaire               | Date          |
| -------------------------- | ---------------- | --------------------------- | ---------------- | -------- | ------------------------ | ------------- |
| Points                     | 42               | Nuggets de Denver           | 15 février 1991  | 33       | @ Cavaliers de Cleveland | 9 mai 1993    |
| Paniers marqués            | 15               | Warriors de Golden State    | 28 mars 1992     | 13       | @ Cavaliers de Cleveland | 9 mai 1993    |
| Paniers tentés             | 28               | 3 fois                      | 3 fois           | 26       | @ Cavaliers de Cleveland | 9 mai 1993    |
| Paniers à 3 points réussis | 4                | 3 fois                      | 3 fois           | 3        | @ Knicks de New York     | 29 avril 1994 |
| Paniers à 3 points tentés  | 7                | 3 fois                      | 3 fois           | 7        | 76ers de Philadelphie    | 22 avril 2000 |
| Lancers francs réussis     | 18               | Trail Blazers de Portland   | 30 mars 1995     | 21       | Knicks de New York       | 6 mai 1994    |
| Lancers francs tentés      | 20               | 2 fois                      | 2 fois           | 25       | Knicks de New York       | 6 mai 1994    |
| Rebonds offensifs          | 9                | 5 fois                      | 5 fois           | 6        | 2 fois                   | 2 fois        |
| Rebonds défensifs          | 18               | 3 fois                      | 3 fois           | 17       | @ Knicks de New York     | 1er mai 1994  |
| Rebonds totaux             | 24               | Kings de Sacramento         | 20 décembre 1992 | 21       | @ Knicks de New York     | 1er mai 1994  |
| Passes décisives           | 11               | @ Hornets de Charlotte      | 27 décembre 1991 | 9        | @ Cavaliers de Cleveland | 23 avril 1992 |
| Interceptions              | 6                | Celtics de Boston           | 15 avril 1993    | 3        | 2 fois                   | 2 fois        |
| Contres                    | 9                | SuperSonics de Seattle      | 1er février 1994 | 9        | Cavaliers de Cleveland   | 7 mai 1993    |
| Balles perdues             | 10               | @ Trail Blazers de Portland | 31 janvier 1992  | 7        | @ Knicks de New York     | 29 avril 1994 |
| Minutes jouées             | 50               | 4 fois                      | 4 fois           | 49       | Knicks de New York       | 4 mai 1994    |

- Double-double : 231 (dont 11 en playoffs)
- Triple-double : 2